# ディアステージ (企業)
株式会社ディアステージ（英：DEARSTAGE inc.）は、日本の芸能プロダクション。秋葉原電気街振興会会員。ここでは、2019年に経営統合したパーフェクトミュージックの所属者も併記する。

## 概要
2011年設立。当初はでんぱ組.incをはじめとする秋葉原ディアステージに在籍するアーティストのマネージメントを担当していたが、2016年より外部から移籍したアーティストのマネージメントも担当。
2017年12月1日には、ピクシブプロダクション所属の虹のコンキスタドール、ベボガ!（虹のコンキスタドール黄組）、ArcJewel所属の愛乙女☆DOLL、 Chu☆Oh!Dollyが2018年1月1日よりディアステージ所属となることを発表。これに伴い、ピクシブ取締役会長（2018年1月より代表取締役社長に就任）の永田寛哲とアクアルナ・エンターテイメント代表取締役・ArcJewel総合プロデューサーの桂田誠がディアステージ取締役に就任することを発表。なお、桂田は元々ディアステージでディアステージアイドル部などをプロデュースしており、ディアステージには復帰という形になる。しかし、永田は諸般の事情により取締役就任を辞退している。
2019年6月7日、パーフェクトミュージックとの経営統合を発表。ディアステージ代表取締役の岩崎拓矢がパーフェクトミュージックの代表取締役も兼任。

## ディアステージ

### 主な所属アーティスト・タレント
※2025年6月時点、順番は公式サイトに準拠、活動終了済みのグループ・タレントは除く。

#### グループ
- ARCANA PROJECT
- きゅるりんってしてみて - 2023年3月11日所属[7]
- さよならステイチューン - 2024年11月頃よりパーフェクトミュージックから社内移籍
- GEMS COMPANY - 2018年8月18日所属。スクウェア・エニックスプロデュースのバーチャルアイドルグループ[8]
- CYNHN
- ChumToto
- 電音部アキバエリア(外神田文芸高校)
- 電音部シンサイバシエリア(心斎橋演芸高校・OKINI☆PARTY'S)
- 虹のコンキスタドール - 2018年1月1日、ピクシブプロダクションからアイドル部門を独立、ディアステージ内に「虹コン事業部」を新設[9]
- B≡FULLEST
- ミームトーキョー
- LAVILITH

以下、不定期・企画グループ
- 劇団☆ディアステージ
- #DSPMSTARS / ディア☆
- DEMPAビルディング

#### ソロアーティスト
※（不定期・企画グループメンバーも含む）
- 相沢梨紗
- 天音みほ
- 上花楓裏
- 岡田彩夢
- 根本凪
- 藤咲彩音
- 古川未鈴
- 星咲花那

#### クリエイター
- 禰夢嶌れいし - デザイナー。
- BOZO - デザイナー、映像クリエイター。
- 松多壱岱 - 劇団☆ディアステージのプロデュース。
- もふくちゃん

以下はスタッフのため不明
- Yumiko - 振付師。
- 奥村野乃花 - アイドルプロデューサー。元虹のコンキスタドールメンバー。もふくちゃんの弟子[10]。

## パーフェクトミュージック

### 主な所属アーティスト・タレント
※2025年6月時点、順番は公式サイトに準拠、活動終了済みのグループ・タレントは除く。

#### グループ
- 神聖かまってちゃん
- バンドじゃないもん!MAXX NAKAYOSHI
  - Chou Chou Cream♡（上記の派生ユニット）
- アカシック（可愛い連中）（業務提携）
- 雨模様のソラリス
- the cabs
  - österreich（業務提携）
  - 千也茶丸（業務提携）

#### ソロアーティスト
- 絵恋ちゃん
- のいちご

## かつて所属した主なアーティスト・タレント

### ディアステージ

#### 主なグループ・ユニット関連
- ココロモヨヲ- 2017年11月26日、移籍予定発表[12]。SHAKE PROJECTから。2018年12月24日解散。
- ベボガ! - 2018年1月1日から所属[注 1]。2018年9月、解散。
- 妄想キャリブレーション- 2019年2月、解散。
  - 胡桃沢まひる - インフルエンサーに転向。
  - 雨宮伊織 - グループ解散とともに引退。
- AIKATSU☆STARS!
  - 巴山萌菜 - STAR☆ANISにも所属。2016年3月に両グループを脱退し退所。
  - 遠藤瑠香 - STAR☆ANISにも所属。2018年11月退所。現在は株式会社DoubleArrowに所属し女優・声優として活動中。
  - 未来みき - 退所後フリー→ミレニアムプロに所属、女優・声優として活動中。
  - 松岡ななせ - 2019年1月に退所しフリーに転向。
  - 藤城リエ - 2018年3月に退所しフリー→ARTONE entertainment所属、歌手・モデル・作詞家として活動中。
- Mi☆nA（天音みほ・堀越せな） - AIKATSU☆STARS!の派生ユニット。2021年4月11日、活動終了。個人ごとの活動に専念することとなった[13]。
- STAR☆ANIS
  - 霧島若歌 - Mia REGINAとして活動後退所、フリーで歌手・作詞家として活動中。
  - ささかまリス子（安藤紗々） - 後にMia REGINA、THE PARTY CLIMAX JAPANに加入、歌手・作詞家（安藤紗々名義）として活動し、ディアステージ所属グループの楽曲作詞も担当。
  - 美谷玲実 - 2020年3月に退所。
  - 市倉有菜 - 退所後もフリーで活動中。
- 愛乙女☆DOLL - 2018年1月1日所属（ArcJewelとの共同マネージメント）[14] → 提携終了
- Chu☆Oh!Dolly - 2018年1月1日から所属、2019年末解散（ArcJewelとの共同マネージメント、後に完全移籍）。
- 閃光プラネタゲート - 2020年2月解散。
  - 白水桜太郎 - THE PARTY CLIMAX JAPANにも所属。卒業後「桜町たろ」に改名。
  - 深海誉
  - 霜月伶夜
- ENGAG.ING- 2020年9月解散。
- BYOB（旧: シンセカイセン）- 2019年7月、パーフェクトミュージックに異動。2020年12月末、活動終了。
  - 水城夢子 - 元妄想キャリブレーション。2022年12月末退所、2023年10月死去。
- 虹のファンタジスタ - 2021年3月1日、メンバーが全員卒業し、解散[15]。
- Mia REGINA - 2023年7月活動終了。
- 対機械生命体用自動歩兵人形ヨルハ
- Give&Give - 株式会社アプリボットとの共同プロジェクト、2022年2月28日を以って無期限活動休止。
- リルネード - 2022年9月18日解散。
  - 桐原美月 - リルネード解散後アソビシステムに移籍、現CANDY TUNEメンバー。
- リリー楽綺団 - 2022年11月30日活動停止。
- attrice.（舞川みやこ・雛形羽衣）
- THE PARTY CLIMAX JAPAN - 現在も不定期に活動継続中。
- 空想キャリブレーション - 2022年8月結成、2023年5月9日解散。
  - 香坂光海 - ArcJewelに移籍し、2023年10月 愛乙女☆DOLL7期研究生に所属、現Jewel☆Gardenメンバー。
- meowli - 2024年中頃より事務所プロフィールから消滅。
- でんぱ組.inc - 2025年1月5日活動終了。
  - 最上もが - 2018年8月、個人事務所のスプレマシーへ移籍。
  - 夢眠ねむ - 2019年3月芸能活動終了。
  - 成瀬瑛美 - 2022年7月をもって退所、翌8月より一二三に所属。
  - 愛川こずえ - ENGAG.ING、でんぱ組.incに在籍。2023年1月いっぱいで退所。
  - 小鳩りあ - ディア☆、ENGAG.ING、でんぱ組.incに在籍。2025年3月いっぱいで退所、フリーに転向。
  - 高咲陽菜 - 虹のファンタジスタ、でんぱ組.incに在籍。2025年4月6日活動終了。
  - 鹿目凛 - ベボガ!、でんぱ組.incに在籍。2025年5月いっぱいで退所、フリーに転向。
  - ピンキー!ノーラ&ペトラ
  - ねもぺろ from でんぱ組.inc
  - チャペの泉 from でんぱ組.inc
  - たぬきゅん
- 結音 EAST - 結音 YUIONの東京チーム。IQプロジェクト（現Uniiique系列）との共同プロジェクト。2025年2月16日活動終了。
  - あさ陽あい（元メリーメリーファンファーレ、元結音 YUION） - 2023年6月末退所。
  - キャン ディスン（元BYOB、元結音 YUION） - 2023年6月末退所。

#### 個人
- 陶山恵実里（元 虹のコンキスタドール） - 2019年4月、マウスプロモーションに移籍。
- 片岡未優（元 虹のコンキスタドール） - 2021年2月に退所しソロのグラビアアイドルに転向、同年12月から2023年7月までゼロイチファミリア在籍。現どーぴんぐ疑惑メンバー。
- 原田珠々華（元 虹のコンキスタドール） - 2024年2月に虹のコンキスタドールを卒業し芸能活動を引退、コンカフェ嬢に転身。
- 神田ジュナ（元 虹のファンタジスタ／虹のコンキスタドール） - 2024年8月17日に虹のコンキスタドールを卒業、同月いっぱいで退所。
- 空野青空（元 ARCANA PROJECT／でんぱ組.inc）  - でんぱ組.inc加入と共に、ソロ活動を休止。ARCANA PROJECTにも引き続き兼任で在籍していたが、2024年1月にでんぱ組.incを卒業しARCANA PROJECT専任に戻る。同年6月にARCANA PROJECTを脱退し退所。
- 寺嶋由芙 - 2016年6月1日、ユニバーサルミュージック&EMIアーティスツから移籍[16]。2020年6月30日、契約満了で期間更新せず退社、フリーランスとなる[17]
- おおきゆりね - 夢野由莉子名義でワタシズムのメンバーとして活動していた。現在は「由莉子」名義でソロ活動中。
- みきちゅ - 2016年10月30日所属発表[18]。2020年1月、独立。
- 河野万里奈 - 株式会社ボンドへ移籍。
- 小珠ひかる - アース・スター エンターテイメントから移籍し、2018年4月1日から所属（アース・スター所属時の芸名は「小出ひかる」） → 2021年時点で所属記載なし詳細不明
- 兎眠りおん
- 舞川みやこ - ディア☆、劇団☆ディアステージなどで活動。2021年8月末でフリー転向、現在はZETTに所属。
- 堀越せな - AIKATSU☆STARS!、外神田文芸高校from電音部（茅野ふたば役）で活動。2024年11月末でフリーに転向（電音部には引き続き在籍）。
- 愛野えり - STAR☆ANISで活動。2024年2月末退所、歌手・ロリータモデルとして活動中。
- 柏木椎名 - 2024年5月末退所。
- 蒼小比奈 - 2024年7月末退所。
- 遠入もも - 2024年退所時期不明。
- 折笠衣緒 - 2024年12月末退所。
- 戸波のわ - 2024年12月末退所。
- 雛形羽衣 - ディア☆、劇団☆ディアステージなどで活動。2025年4月末でフリーに転向。
- 長月明日香 - 2025年5月末退所、アステールオフィスに移籍。

### パーフェクトミュージック
- 劔樹人 - 作家、漫画家、神聖かまってちゃんマネージャー、バンドじゃないもん!Bass担当。
- 立川志ら乃
- 春ねむり
- おやすみホログラム
- 校庭カメラガールドライ
- SKOOL GIRL BYE BYE
- メリーメリーファンファーレ
- WILL-O' - 2021年3月31日を以って現体制での活動を終了。
- ぱいぱいでか美 - YU-M エンターテインメントに移籍、移籍後「でか美ちゃん」に改名。
- 大場みゆ - 元Chu☆Oh!Dolly。2021年4月にさよならステイチューンを卒業し引退。
- 大崎瑠衣 - 元Chu☆Oh!Dolly。さよならステイチューン卒業後2025年3月末で退所。
- 三浜ありさ  - 元ベボガ!。さよならステイチューン卒業後2025年3月末で退所。
- 夏未ゆうか - さよならステイチューン卒業後2024年6月末に退所、同年10月からSPJ Entertainmentに入社。現イイトコドリメンバー
- THE ROMANTIC MOTEL - 2022年12月活動停止。

## レーベル所属
- MOSAIC.WAV - 2017年11月18日、所属予定発表[19]。